# One Way or Another
One Way or Another è una canzone del gruppo musicale Blondie. Scritta da Debbie Harry e Nigel Harrison per il terzo album della banda, Parallel Lines del 1979, la canzone è stata pubblicata negli Stati Uniti subito dopo Heart of Glass. One Way or Another ha raggiunto la posizione #24 nella Billboard Hot 100. Benché mai ufficialmente pubblicato come singolo nel Regno Unito e altri paesi, la canzone rimane uno dei pezzi più rappresentativi del gruppo nel mondo. Rolling Stone ha posizionato il brano alla posizione #298 nella sua Lista delle 500 migliori canzoni.
La canzone è stata inclusa nell'edizione statunitense e canadese del primo greatest hits del gruppo The Best of Blondie del 1981, ma non in quelle destinate al mercato internazionale. I Blondie hanno registrato nuovamente il brano nel 1999 per la serie TV americana Snoops. Questa versione è stata inserita nell'album Live.

## Uso nei media
- Nell'episodio 12 della prima stagione della serie TV Veronica Mars, la protagonista dello show, interpretata da Kristen Bell eseguiva il brano in un karaoke.
- Nel 2006 il brano è stato utilizzato nella colonna sonora del videogioco Driver: Parallel Lines.
- Nel 2009 in Italia il brano è stato utilizzato per pubblicizzare in televisione la nuova Suzuki Alto.
- È la sigla finale di Il figlio di Chucky, quinto film della saga de La bambola assassina.
- Nel film Le ragazze del Coyote Ugly, film del 2000, Piper Perabo salva il locale cantandola.
- Nella serie Teen Angels (seconda stagione) le ragazze a lezione di espressione musicale la ballano.
- In Dawson's Creek viene cantata nella 5 stagione da Audrey, compagna di stanza di Joey Potter.
- Nel film Mean Girls il brano è stato utilizzato nella scena in cui Cady, interpretata da Lindsay Lohan, prova di tutto per svergognare Regina George.
- Nel 2012 appare come sigla iniziale del film Una spia al liceo con Miley Cyrus.
- Nel film A spasso col rapinatore viene utilizzata nella scena dell'inseguimento con Martha.
- È presente nel film Ready Player One (2018).
- È presente nel film Ti presento Sofia (2018).
- Bette Midler, Kathy Najimy e Sarah Jessica Parker la cantano nel film Hocus Pocus 2 (2022).
- È presente nel film Paradise Highway (2022) la cantano Sally e Leila quando la sentono alla radio.

## Versioni
Il famoso gruppo musicale angloirlandese One Direction, per la sua campagna di beneficenza "Red Nose Day" durante il suo viaggio in Guinea, ha realizzato una versione più moderna della canzone mantenendo lo stesso testo. Il singolo è salito fino alla prima posizione nella classifica britannica

## Tracce
US 7" (CHS 2236)
1. One Way or Another (Nigel Harrison, Debbie Harry) – 3:31
2. Just Go Away (Harry) – 3:21

## Classifiche
| Classifica (1979) | Posizione raggiunta |
| ----------------- | ------------------- |
| Canada            | 14                  |
| US                | 24                  |